# Église Saint-Denis de Cizay-la-Madeleine
L'église Saint-Denis est une église située à Cizay-la-Madeleine, en France.

## Localisation
L'église est située dans le département français de Maine-et-Loire, sur la commune de Cizay-la-Madeleine.

## Historique
L'édifice est inscrit au titre des monuments historiques en 1972.